# أشلي كالدويل
أشلي كالدويل (بالإنجليزية: Ashley Caldwell)‏ هي متزحلقة حرة أمريكية، ولدت في 14 سبتمبر 1993 في مونتجومري في الولايات المتحدة.

## وصلات خارجية
- أشلي كالدويل على موقع الاتحاد الدولي للتزلج (التزلج الحر) (الإنجليزية)
- أشلي كالدويل على موقع اللجنة الأولمبية الدولية (الإنجليزية)
- أشلي كالدويل على موقع أوليمبيديا (الإنجليزية)
- أشلي كالدويل على موقع اللجنة الأولمبية والبارالمبية الأمريكية (الإنجليزية)